# Vyhrazená technická zařízení
Vyhrazená technická zařízení (VTZ) jsou podle zákona 250/2021 Sb, paragraf 2a,  technická zařízení tlaková, zdvihací, elektrická nebo plynová zařízení, které při provozu svým charakterem nebo akumulovanou energií, v důsledku nesprávného použití, výskytem provozních rizik vyvolávajících nebezpečné situace nebo nedodržením podmínek bezpečného provozu představuje závažné riziko ohrožení života, zdraví a bezpečnosti fyzických osob. Jde o zařízení, která představují zvýšenou míru ohrožení života a zdraví lidí, pokud jde o jejich obsluhu, montáž, údržbu, kontrolu nebo opravy. Činnosti na nich mohou vykonávat a samostatně je obsluhovat jen lidé odborně způsobilí. Způsobilost je ověřována organizací za tím účelem zřízenou státem podle zákona.

## Rozdělení VTZ
Vyhrazená technická zařízení a příslušné odborné způsobilosti k nim jsou rozděleny na:
- tlaková vyhrazená technická zařízení (TVTZ),
- zdvihací vyhrazená technická zařízení (ZVTZ),
- elektrická vyhrazená technická zařízení (EVTZ) případně vyhrazená elektrotechnická zařízení (VETZ) - odborná způsobilost v elektrotechnice a
- plynová vyhrazená technická zařízení (PVTZ).

### VTZ
Pravidla ohledně VTZ se řídí podle nařízení vlády č. 190-194/2022 Sb.

## Nabytí odborné způsobilosti
Základními atributy nabytí odborné způsobilosti jsou:
- určení osoby provozovatelem,
- stanovení odborně kvalifikovaného školitele (stanovení odborné úrovně, obsahu školení, provedení školení, zácviku popř. přezkoušení znalostí a dovedností),
- nabytí oprávnění určené osoby (sestávající zpravidla z teoretické a praktické části školení, zakončené přezkoušením),
- vyhotovení a uchování dokladu o školení a zkoušce,
- vydání osvědčení (školitelem), nebo písemného pověření (provozovatelem),
- stanovení podmínek trvání oprávnění (požadavku opakovaného školení či zdokonalovacího výcviku).

Vše výše uvedené platí do 30. 6. 2022. Následující den nabývá účinnosti nový zákon č. 250/2021 Sb., o bezpečnosti práce v souvislosti s provozem vyhrazených technických zařízení a o změně souvisejících zákonů.